# HeroQuest (juego de tablero)
HeroQuest es un juego de mazmorras en formato de tablero diseñado por Stephen Baker (de la empresa estadounidense Milton Bradley) y comercializado por Milton Bradley y Games Workshop a partir de 1989. Fue reeditado en 1990 y 1991 pero en el curso de los años 90 dejó de ser distribuido. En 1991 obtuvo el Premio Origins a la mejor presentación gráfica de un juego de guerra.
En los Estados Unidos, la editorial Issaries, Inc. adquirió en 2003 la marca del título "HeroQuest" para bautizar un juego de rol completamente diferente. En España la empresa Gamezone Miniatures hizo lo mismo en 2013 para publicar un juego de mesa con título modificado (HeroQuest 25 Aniversario) previsto para 2015.
El financiamiento de la versión 25 Aniversario comenzó en la plataforma Kickstarter, recaudando unos 200.000$. Fue cancelada por reclamación de copyright por Hasbro y Moon Designs. Inmediatamente, se inició otra en la plataforma Verkami, la cual también fue cancelada por dudas legales. Finalmente, en la plataforma Lánzanos se realizó el financiamiento recaudando casi 680.000€.
Tras varias demandas acumuladas y otras condenas, con la denuncia colectiva mundial, el Juzgado de lo Penal de Sevilla (España) procesó al dueño de Gamezone Miniatures (actualmente en paradero desconocido) por un delito de supuesta estafa agravada.

El 22 de septiembre de 2020 Hasbro lanzó en su plataforma Hasbro Pulse un mecenazgo de 45 días para recaudar fondos de 1.000.000$ y realizar una reedición de HeroQuest, en inglés, para el mercado anglosajón (EE.UU y Canadá; Australia, Nueva Zelanda y Reino Unido fueron incorporadas en fecha posterior), siendo alcanzada la meta en dos días. La entrega está prevista para otoño de 2021.

## Historia del juego
HeroQuest (o también Hero Quest) fue inicialmente una marca registrada (trademark en inglés) que Greg Stafford registró durante la primera mitad de los años 80 cuando todavía era director de la editorial Chaosium. Stafford dejó de lado esta marca en la espera de atribuirle algún juego, pero al no renovar los derechos de la marca acabó por perderlos cuando la editorial Games Workshop se los apropió para publicar el juego de tablero que coeditó junto a Milton Bradley en 1989. Sin embargo, durante los años 90, Games Workshop y Milton Bradley dejaron de publicar HeroQuest y perdieron a su vez los derechos sobre la marca, lo que permitió que Greg Stafford, en 2003, los recuperara para rebautizar con el nombre de HeroQuest su juego de rol Hero Wars, que había sido editado tres años antes, en 2000. Esta nueva cesión de derechos de la marca hace que sea casi imposible reeditar el antiguo juego de tablero, o al menos no con el nombre HeroQuest. El actual juego de rol llamado HeroQuest no tiene pues ningún otro punto en común con el antiguo juego de tablero si no es el de compartir el mismo título. Está ambientado en el mundo de fantasía llamado Glorantha y constituye esencialmente una reedición con corrección de erratas de Hero Wars. El resultado es que tanto el antiguo juego de tablero llamado HeroQuest como el juego de rol llamado Hero Wars han dejado de ser editados y la marca HeroQuest pasa a designar únicamente el actual juego de rol publicado por Issaries y ambientado en Glorantha. No obstante, no es descartable que se edite un juego con similares características y distinto nombre, como ya ha ocurrido con otros como El Mundo de Korak y otros muchos, pero esta vez con reglas más acordes con la filosofía del juego: desarrollar un juego de rol de tablero que poco tenga que envidiar a un juego de rol puro. 
En cualquier caso la atribución de la marca HeroQuest al juego de tablero de 1989 fue posible porque en los años 80 Games Workshop obtuvo la propiedad de la marca. A partir de ese momento la vía estaba libre para que Stephen Baker (que trabajaba en la división de MB del Reino Unido) pudiera publicar su juego de tablero con ese nombre en 1989.

## Descripción general del juego
El tablero de HeroQuest representa el conjunto de pasillos subterráneos de una mazmorra imaginaria. Para los jugadores el objetivo del juego consiste en recorrer estos pasillos e ir superando las dificultades que se van encontrando y que el juego prevé para la ocasión (monstruos, hechiceros etc.).
El número de participantes en una partida es de dos como mínimo y cinco como máximo. La razón de tales mínimos y máximos es muy sencilla: en HeroQuest es necesario que uno de los participantes ocupe el papel de director de juego, que es quien se ocupa de hacer aparecer los obstáculos y monstruos a los que como mínimo un jugador tendrá que enfrentarse. Cuatro es el número máximo de personajes interpretables por los jugadores en una partida. Los cuatro personajes posibles son el bárbaro, el enano, el elfo y el mago. Cada uno de ellos está descrito en una tarjeta de cartón en la que figuran únicamente cinco valores estadísticos. Tres de esos valores («ataque», «defensa» y «movimiento») están expresados en dados y los otros dos («mente» y «cuerpo») están expresados con una puntuación. Los desplazamientos de los personajes están físicamente representados sobre el tablero mediante una miniatura, que en cada turno avanza un número de casillas igual al número que su jugador haya obtenido en su tirada de dados de movimiento.
HeroQuest tiene dos rasgos característicos propios de los juegos de rol:
- El curso argumental de una partida está narrado y organizado por un director de juego.
- Existe una correspondencia única e intransferible entre un jugador y su personaje.

Sin embargo no puede decirse que HeroQuest sea un juego de rol por derecho propio, pues la acción del juego está espacialmente limitada al tablero mientras que en un verdadero juego de rol la acción sucede esencialmente en la imaginación de los jugadores, sin ninguna limitación física o espacial. Por otro lado en los juegos de rol de mesa tradicionales los jugadores interpretan personajes para los que una hoja de personaje ha de ser creada, con valores atribuidos que, dependiendo de cada juego, pueden llegar a ser bastante complejos. En cambio en HeroQuest las cuatro fichas de personaje están precreadas y sus valores atribuidos no sólo están extremadamente simplificados sino que son invariables para cada personaje: la creación y caracterización de personajes, propia de los juegos de rol, es por lo tanto inexistente en HeroQuest.

## Componentes del juego
Para jugar a HeroQuest son necesarios los contenidos de la caja básica del juego:
- Tablero.
- Pantalla para el director de juego. Sirve para poder ocultar el mapa de reto a los demás jugadores, también dispone en el reverso de instrucciones básicas del juego.
- Libro de reglas.
- Libro de retos. En él se describen los «retos», que es el nombre que el juego da a las partidas mismas. Algunos ejemplos de retos son «El oro del príncipe Magnus», «El laberinto de Melar» o «El legado de Lord Orc». En cada uno de ellos los jugadores tienen que cumplir un objetivo.
- Cuatro fichas de personaje. Cada una indica las características, en términos de juego, de uno de los cuatro personajes disponibles para los cuatro posibles jugadores Héroes de una partida (Bárbaro, Mago, Enano y Elfo).
- Hojas de personaje. Sirven para que el jugador pueda anotar las modificaciones de las características de su personaje durante el juego.
- Miniaturas. Fabricadas por Citadel Miniatures (Games Workshop) sirven tanto para representar a los personajes de los jugadores Héroes como a las criaturas del juego (monstruos).
- Escenografía 3D. Diversos tipos de mobiliario de plástico y cartón como mesas, puertas, chimenea...
- Diversos tipos de fichas (tokens).
- Diferentes mazos de cartas. Se las usa en el juego para representar las características de los enemigos, tesoros (es como un mazo de evento), hechizos, equipo de batalla y tesoros de reto.
- Dados. Los dados del juego son de dos tipos: cuatro dados de combate de seis caras, cuyas caras contienen ciertos símbolos (tres calaveras, dos escudos blancos y un escudo negro), y dos dados tradicionales de seis caras denominados en el juego dados rojos, cuyas caras están puntuadas del uno al seis.

## Ediciones originales en inglés
Las dos editoriales, la estadounidense Milton Bradley y la británica Games Workshop, lanzaron simultáneamente el juego en 1989 en sus respectivos países, Milton Bradley en Estados Unidos y Games Workshop en el Reino Unido. La edición de Milton Bradley se titulaba simplemente HeroQuest pero la de Games Workshop se titulaba Advanced HeroQuest. Cada editorial publicó una reedición propia para su propia versión del juego:

### Ediciones de Milton Bradley
- Primera edición de Milton Bradley: en 1989 Milton Bradley lanzó su propia edición del juego en Estados Unidos, titulada simplemente HeroQuest. Esta versión del juego no estaba ambientada en ningún universo de ficción en particular, se trataba únicamente de un juego de mazmorras al estilo de las primeras versiones del juego de rol Dungeons & Dragons.[12]
- Segunda edición de Milton Bradley: en 1990 Milton Bradley lanzó su segunda edición, titulada HeroQuest Master Edition.[13]

### Ediciones de Games Workshop
- Primera edición de Games Workshop: en 1989, al mismo tiempo que Milton Bradley lanzaba su versión del juego en Estados Unidos, Games Workshop lanzó la suya en el Reino Unido, titulada Advanced HeroQuest. La razón de la diferencia de título radicaba en que a diferencia de la versión de Milton Bradley, que no estaba situada en ningún universo de ficción en particular, esta versión de Games Workshop sí que estaba ambientada en un mundo de ficción determinado: el suyo propio, es decir el universo Warhammer Fantasy. Efectivamente esta maniobra comercial le permitía aumentar las posibilidades de venta de las miniaturas de su juego de miniaturas Warhammer Fantasy Battle.[14]
- Segunda edición de Games Workshop: en 1991 Games Workshop lanzó a su vez su segunda edición, titulada Advanced Heroquest: Terror In The Dark.[15]

### Edición de Hasbro/Avalon Hill
- Reedición basada en versión EE. UU. de MB: en septiembre de 2020 Hasbro lanzó en su web de mecenazgo Hasbro Pulse una campaña de 45 días para recaudar fondos (1 000 000 $) y reeditar HeroQuest con nuevas miniaturas distintas, pues las originales poseen el copyright de Games Workshop. Da también la ocasión de adquirir las expansiones de Kellar's Keep y Return of the Witch Lord. Modifica libros de reglas y misiones, añade nuevos libros de Quests, miniaturas alternativas en género de Héroes y nuevas clases (Warlock, Druid y Bard), mobiliario completo, Sir Ragnar, Mentor y Witch Lord. Los cambios realizados para no entrar en conflicto legal con Games Workshop son:

- Reinterpretación de la famosa portada de Les Edwards.
- Cambio de nombres de personajes y hechizos de Chaos (propiedad de Games Workshop) por Dread.
- Cambio de enemigos Fimir (propiedad de Games Workshop) por Abominations.

## Ediciones en español
Dos editoriales españolas (MB España y Diseños Orbitales) publicaron, entre las dos, tres de las cuatro versiones existentes del juego:

### Ediciones de MB España S.A.
- La primera edición de Milton Bradley (HeroQuest) fue traducida al castellano en noviembre de 1989 por la editorial de juegos MB España S.A., cuya sede estaba entonces en Cuart de Poblet, Comunidad Valenciana. Esta traducción conservó el título de la edición original de MB: HeroQuest. Cabe destacar los numerosos errores de traducción en esta versión: el personaje del elfo es llamado "troll" (a pesar de que el aspecto no tiene nada que ver) y los nombres de enemigos son mantenidos en inglés a pesar de que existe una traducción al español (por ejemplo, "los Orcs" y "los Goblins" en vez de "los orcos" y "los trasgos").

- La segunda edición de Milton Bradley (HeroQuest Master Edition) fue traducida en 1992 al español por Hasbro International Inc. y MB España S.A. bajo el título HeroQuest, edición renovada y ampliada.

### Edición de Diseños Orbitales
- La primera edición de Games Workshop (Advanced HeroQuest) fue traducida en 1991 al español por Diseños Orbitales, que conservó el título original de Games Workshop: Advanced HeroQuest.[16]

## Suplementos
Milton Bradley y Games Workshop publicaron conjuntamente siete suplementos:
- Kit de Diseño de Mazmorras (título original: Adventure Design Kit, 1990)
- La Torre de Kellar (título original: Kellar's Keep, 1991)
- El Retorno del Lord Brujo (título original: Return of the Witch Lord, 1991)
- Barbarian Quest Pack - The Frozen Horror (1992, no traducido al castellano)
- Elf Quest Pack - The Mage of the Mirror (1992, no traducido al castellano)
- Contra la Horda de Ogros (título original: Against the Ogre Horde, 1993)
- Los Hechiceros de Morcar (título original: Wizards of Morcar, 1993)

Contra la Horda de Ogros y Los Hechiceros de Morcar fueron publicados exclusivamente en Europa y Australia.
Barbarian Quest Pack y Elf Quest Pack fueron publicados exclusivamente en Estados Unidos y Canadá.